# BOFURI
BOFURI - Dato che non sopporto il dolore, metterò tutti i punti in difesa (痛いのは嫌なので防御力に極振りしたいと思います。?, Itai no wa iya nano de bōgyoryoku ni kyokufuri shitai to omoimasu., lett. "Non voglio farmi male, quindi vorrei massimizzare il mio potere difensivo.") è una serie di light novel scritta da Yuumikan e illustrata da Koin. Ha iniziato la serializzazione online nel 2016 sul sito di pubblicazione di romanzi generati dagli utenti Shōsetsuka ni narō. In seguito è stata acquisita da Fujimi Shobō, che ha iniziato a pubblicarla sotto l'etichetta Kadokawa Books dall'8 settembre 2017.
Un adattamento manga disegnato da Jirō Oimoto viene serializzato dal 26 maggio 2018 sulla rivista per manga seinen Comp Ace di Kadokawa Shoten. Un adattamento anime prodotto da Silver Link è stato trasmesso dall'8 gennaio al 25 marzo 2020. Una seconda stagione è andata in onda dall'11 gennaio al 19 aprile 2023.

## Trama
La storia è ambientata in un mondo VRMMO, ovvero sia una realtà virtuale, chiamato "NewWorld Online". La protagonista è Kaede Honjou, una ragazza che non ha una gran conoscenza riguardante i videogiochi, la quale decide di creare il proprio avatar di nome Maple e impostare tutti i suoi punti in difesa, che la porta però a divenire estremamente lenta durante gli scontri e non in grado di utilizzare la magia, ma in compenso non sente alcun dolore quando viene colpita da un nemico, i cui danni corrispondono sempre a zero. Come risultato per il suo ampio utilizzo dei punti, ottiene l'abilità chiamata "Difesa Assoluta" assieme ad altre micidiali contromisure, che le permetteranno di farsi strada contro gli avversari che incontrerà lungo il suo cammino. A questo si aggiunge una spiccata fortuna che le permette di incappare, talvolta in maniera del tutto casuale, in Dungeon inediti e dunque in abilità fuori dalla norma, che fanno di lei un'eroina unica nel mondo di NewWorld Online.

## Personaggi
Kaede Honjou (本条 楓?, Honjō Kaede) / Maple (メイプル?, Meipuru)
Doppiata da: Kaede Hondo

I membri dei Ceppo d'Acero. Da sinistra: Kanade, Yui, Mai, Maple, Kasumi, Iz, Sally e Chrom

L'eroina principale della storia, è una giovane ragazza che ha appena iniziato a giocare a NewWorld Online. Dato che non sopporta l'idea di sentire il dolore, decide di impostare tutti i suoi punti in difesa, permettendole così di guadagnare nuove abilità e salire di livello semplicemente resistendo agli attacchi nemici: le prime che ottiene sono Difesa assoluta, che raddoppia la Vitalità ma richiede il triplo dei punti per le altre statistiche, e Giant Killing, che raddoppia tutte le statistiche se quattro o più sono inferiori all'avversario. Sembra possedere un'innata capacità di fortuna nel trovare oggetti rari, dungeon nascosti e missioni e abilità uniche. Pur non avendo molta esperienza di gioco, Maple ottiene una notevole resistenza quasi a tutto, e usa dei metodi non ortodossi per superare gli ostacoli, tanto da essersi guadagnata una reputazione non solo tra i giocatori ma anche tra gli sviluppatori del gioco, i quali rimangono sempre scioccati dalle sue imprese. Nonostante la sua bassa mobilità, è in grado di spostarsi velocemente verso un alleato usando la tecnica Cover Move. Diventa la capogilda della propria gilda conosciuta come Ceppo d'Acero. Dopo aver, letteralmente, mangiato un'Idra Maple ne acquisisce le abilità, tutte incentrate sul veleno, oltre a un equipaggiamento unico in grado di ripararsi una volta rotto e di potenziarsi, di cui la spada, Novilunio, è in grado di generare una scossa paralizzante, mentre nello scudo, Riflesso della notte fonda, vi infonde l'abilità Divoratore, che divora ogni cosa convertendola in PM, e nell'armatura, Armatura della rosa nera, Caos traboccante, facendole usare Predatore, che evoca dei famigli dalla grande portata e velocità. Diventa subito nota arrivando terza nel primo evento, mentre durante il secondo ottiene un uovo di mostro, da cui esce una tartaruga che chiama Sciroppo. Col proseguire degli eventi, inoltre, Maple acquisisce diverse forme: Affetto altruistico: in cambio di PV le compaiono ali e aureola angeliche, i capelli diventano biondi e chiunque si trovi nel raggio del suo cerchio viene protetto dalla sua difesa; Tirannia: una forma demoniaca derivata da Caos traboccante, usabile una sola volta al giorno, che le conferisce l'aspetto di un mostro gigante a quattro braccia con mille HP e cinquanta punti in Forza e Agilità, ma senza i potenziamenti dell'equipaggiamento, e quando viene sconfitta ritorna al suo aspetto originario completamente guarita; Dio-macchina: un esoscheletro mech armato con cannoni a rotaia, laser e altre armi meccanizzate, ottenuto usando un ingranaggio, trovato nel secondo livello del gioco, sul Dio-macchina, il quale le dona il suo potere per poterlo sconfiggere. Dopo aver divorato un kraken, Maple ottiene l'abilità di trasformare il suo braccio sinistro in una moltitudine di tentacoli.
Risa Shiramine (白峯 理沙?, Shiramine Risa) / Sally (サリー?, Sarī)
Doppiata da: Ruriko Noguchi
L'amica di Kaede, la quale l'ha introdotta al gioco di NewWorld Online. Si specializza nell'essere un Tank elusivo, concentrandosi maggiormente in velocità, permettendole di usare un alto potere d'attacco ed evasione, e con cui all'inizio compensa la bassa mobilità di Maple; ma di contro ha una bassa vitalità, in quanto basta un solo attacco per poterla eliminare. Risa aveva precedentemente vinto diversi premi nei campionati di diversi giochi online, e uniti alle sue conoscenze del gioco suggeriscono che potrebbe essere una giocatrice professionista. Si unisce a Kaede più tardi nel gioco perché sua madre voleva che superasse gli esami. Dopo aver acquisito maggiore padronanza nel nuoto, sconfigge un Pesce Gigante, ottenendo la magia d'acqua Oceano, in grado di generare una quantità d'acqua per dieci metri e ridurre l'agilità del bersaglio del 20%, e un equipaggiamento unico, sulla cui Sciarpa di marmo infonde Miraggio, che confonde i sensi del bersaglio. Soffre di phasmofobia, e nonostante sia in un gioco ha paura dei luoghi infestati. Durante il secondo evento, Sally ottiene un uovo di mostro, da cui esce una volpe che chiama Oboro; inoltre diviene nota per "L'incubo del sesto giorno", dove ha annientato molti giocatori nel penultimo giorno del secondo evento.
Chrom (クロム?, Kuromu)
Doppiato da: Noriaki Sugiyama
Un giocatore Grande scudo come Maple, nonché uno dei primi che la incontra nel gioco. Si è classificato al nono posto nel primo evento, e di solito tiene compagnia a Iz, il che implica che siano amici nella vita reale. Successivamente ottiene un equipaggiamento esclusivo dopo aver completato da solo un Dungeon segreto, progettato per i giocatori che sono morti e rianimati più di quattro volte, il quale gli conferisce le abilità Soul Eater, che rigenera il 10% di HP dopo un'uccisione, Dead or Alive, con il 50% di probabilità di sopravvivere con 1 HP, Life Eater, che rigenera la salute di un terzo quando colpisce i giocatori, e Assorbi-anima, che rigenera il 3% di salute quando viene colpito, rendendolo un combattente di prima linea molto resistente. Di solito viene coinvolto nei momenti di chat in cui gli altri utenti lo pregano di riferire alcune informazioni su Maple e Sally, alcuni dei quali lo invidiano perché si è unito alla gilda di Maple, e dove si capisce che si tratta di un giocatore professionista; in questi momenti, nel manga, è rappresentato da un'icona a forma di scudo. È implicito che sia il membro più grande della gilda, e afferma che deve agire come un fratello maggiore e protettore per le ragazze solo per assicurarsi che nessuno ne approfitti, cosa che a volte Iz fraintende come qualcosa di perverso. Chrom dimentica spesso che Kanade è un ragazzo, poiché afferma di essere l'unico maschio della gilda che deve proteggere le ragazze.
Iz (イズ?, Izu)
Doppiata da: Satomi Satō
Un'artigiana che crea attrezzature su ordinazione. Di solito è in compagnia di Chrom, sottintendendo che sono amici nella vita reale, e talvolta deve tenerlo sotto controllo ogni volta che si comporta in modo strano con le ragazze. In seguito diventa l'artigiana della gilda, ma accetta ancora commissioni private. Dopo aver completato un Dungeon in una miniera ottiene un equipaggiamento d'alchimista le cui abilità, Alchimia inversa e Nuova frontiera, le permettono di avere a disposizione qualsiasi materiale per costruire nuovi oggetti, e con Officina magica può lavorare in qualsiasi posto. Essere in una gilda la ispira a creare equipaggiamenti unici, un'opportunità che non le è mai stata data prima. Le piace quando Maple mostra una nuova abilità, non importa quanto sia strana o improbabile, dicendo "Finché è dalla nostra parte". In battaglia è specializzata nella demolizione equipaggiandosi con vari esplosivi; usa anche un piccone per la distanza ravvicinata.
Kasumi (カスミ?)
Doppiata da: Saori Hayami
Una samurai la cui velocità è pari a quella di Sally. Si è classificata al sesto posto nel primo evento. Inizialmente si scontra con Maple e Sally durante il secondo evento, finché non decidono di collaborare per uscire da un Dungeon segreto e diventano amiche. La gilda del Regno dell'Imperatore Fiamma intendeva reclutarla, ma Maple la convinse subito a unirsi alla sua.
Kanade (カナデ?)
Doppiato da: Satomi Arai
Un mago androgino, specializzato nella raccolta di informazioni e nella risoluzione di enigmi, che gli consente di accedere a luoghi e oggetti segreti nel gioco. Usa un bastone con l'aspetto di un cubo chiamato "Akashic Records", che gli conferisce un'abilità casuale ogni giorno. A causa del suo aspetto, Chrom lo scambia spesso per una ragazza. Risolvendo un enigma nella biblioteca dove passa gran parte del tempo acquisisce l'abilità Raccolta di grimori, che gli permette di conservare magie sotto forma di grimori, lanciandole all'istante e non consumando PM.
Mai (マイ?) e Yui (ユイ?)
Doppiate da: Ai Kakuma (Mai) e Nanaka Suwa (Yui)
Due sorelle principianti, caratterizzate dai colori dei capelli: Mai neri con fiocchi verde e Yui bianchi con fiocchi rosa. Entrambe vengono avvicinate da Maple quando inizia a reclutare persone per la sua gilda in quanto come lei hanno assegnato i loro punti in una sola statistica, ovvero Forza, di fatto possedendo un potere d'attacco impressionante e riuscendo a impugnare dei grossi martelli; in seguito, attraverso combattimenti con i boss e prove a tempo, acquisiscono le abilità Invasore, simile a Difesa assoluta di Maple ma incentrata sulla Forza, e Distruttore, permettendole di equipaggiare un'arma pesante con una sola mano. Entrambe hanno una forte venerazione eroica verso Maple e Sally, dimostrando che il massimo delle loro abilità può essere un vantaggio.
Sciroppo (シロップ?, Shiroppu, Syrup nella seconda stagione dell'anime)
L'animale da compagnia di Maple, una tartaruga il cui uovo le è stato premiato dopo che lei e Sally hanno sconfitto il boss Ali d'argento. Ironia della sorte, la mobilità di Sciroppo è di gran lunga superiore a quella di Maple. Dopo il secondo evento, Maple usa le sue ricompense per consentirgli di crescere di dimensioni usando l'abilità Gigantismo, oltre a volare con Psicocinesi, utilizzandolo come mezzo di trasporto della gilda o, in battaglia, come fortezza volante; possiede diverse mosse, tra cui Madre Natura, che utilizza delle viti come difesa o offesa, e Cannone spirituale, un potente attacco a raggio. Sciroppo, inoltre, si affeziona anche a Chrom. È in grado di dire solo la parola "Kame" (カメ? lett. "tartaruga").
Oboro (朧?)
L'animale da compagnia di Sally, una volpe bianca il cui uovo le è stato premiato dopo che lei e Maple hanno sconfitto il boss Ali d'argento. Oboro è specializzato in incantesimi di fuoco e possiede l'abilità Clone d'ombra, permettendo a Sally di confondere ulteriormente gli avversari.
Payne (ペイン?, Pein)
Doppiato da: Kenshō Ono
Il capogilda della Congrega delle Spade Sacre (Ordine della Spada Sacra nella seconda stagione dell'anime), uno spadaccino e il miglior giocatore di NewWorld Online, con il livello più alto del gioco, tanto che molti lo considerano alla stregua di un boss finale. È specializzato nel combattimento in solitaria e nel PvP. Avendo sentito parlare molto di Maple, diventa interessato ad affrontarla, e dopo essere stato sconfitto nel quarto evento decide di continuare a migliorarsi per raggiungere il suo obbiettivo.
Frederica (フレデリカ?, Furederika)
Doppiata da: Ayana Taketatsu
Una maga della Congrega delle Spade Sacre e una dei primi giocatori che Maple incontra nel gioco, fornendole consigli su come salire di livello. È specializzata in attacchi magici multipli, oltre a essere la raccoglitrice di informazioni della gilda. Successivamente sviluppa una rivalità amichevole con Sally.
Dread (ドレッド?, Doreddo)
Doppiato da: Takumi Yamazaki
Un assassino della Congrega delle Spade Sacre, dove agisce come un attaccante ad alta velocità come Sally. Durante il primo evento si classifica secondo. Insieme a Drag, sviluppa una rivalità con le gemelle Mai e Yui, che si guadagnano il suo rispetto durante il quarto evento in cui quasi lo sconfiggono.
Drag (ドラグ?, Doragu)
Doppiato da: Nobutoshi Canna
Un guerriero armato di ascia della Congrega della Spade Sacre, dove eccelle negli attacchi di forza bruta. Durante il primo evento si classifica quinto. Insieme a Dread, sviluppa una rivalità con le gemelle Mai e Yui.
Mii (ミィ?, Mī)
Doppiata da: Rina Satō
Una maga di alto rango specializzata in magie di fuoco e la capogilda del Regno dell’Imperatore Fiamma (Regno dell'Imperatore di Fuoco nella seconda stagione dell'anime), definita una delle giocatrici più potenti e carismatiche. Durante il primo evento si classifica quarta. È considerata una dei pochi giocatori che potrebbero competere con Payne nel combattimento PvP. Ha anche un suo fan club dentro e fuori la gilda. Dietro la sua apparenza salda e decisa, tuttavia, si rivela emotivamente inferiore, in particolare se non riesce a completare un'attività per la sua gilda. Durante il quarto evento sviluppa una rivalità unilaterale con Maple, ma in seguito, dopo aver salvato lei e la sua gilda, le due diventano amiche.
Marcus (マルクス?, Marukasu)
Doppiato da: Akira Ishida
Il piazza-trappole del Regno dell’Imperatore Fiamma, caratterizzato da un'espressione perennemente annoiata.
Misery (ミザリー?, Mizarī)
Doppiata da: Yūko Minaguchi
La guaritrice del Regno dell’Imperatore Fiamma. Ha un fan club all'interno della gilda per la sua abilità e la sua bellezza.
Shin (シン?)
Doppiato da: Kappei Yamaguchi
Un membro del Regno dell’Imperatore Fiamma, soprannominato la Spada frantumata grazie alla sua abilità speciale di dividere la lama della sua spada in dieci pezzi manovrabili, in grado anche di dividersi in due. Ha combattuto Kasumi diverse volte in passato e ha perso. Inizialmente voleva reclutarla per la sua gilda, ma Maple la reclutò per prima.
Chat Room (チャットルーム?, Chattorūmu)
Un forum di vari giocatori che esprimono le loro opinioni su Maple e Sally o su qualsiasi altro evento in NewWorld Online. Quando succede qualcosa di bizzarro nel gioco, tutti i membri concordano rapidamente che è legato a Maple. Si emozionano anche quando vengono a conoscenza di battaglie in cui Payne, Mii e Maple si affrontano, ritenendola una battaglia tra veri mostri. Anche Chrom ne fa parte, e quando gli altri giocatori apprendono che fa parte della gilda di Maple, lo premono per avere informazioni sulle abilità di Maple e Sally; alcuni, tra l'altro, lo invidiano perché fa parte di una gilda costituita principalmente da ragazze, mentre altri gli chiedono di presentarli a Maple in quanto hanno una cotta per lei ma sono troppo timidi per avvicinarvisi. Col tempo è nato un sottogruppo che ha creato il fan club di Maple, che promette di proteggerla nell'ombra, venendo, però, considerati da Chrom come senza speranza. Si riferiscono anche a Payne come "L'incarnazione della malvagità del giocatore", a causa del suo gameplay dominante nelle battaglie PvP, tanto che alcuni scelgono di evitare del tutto lui e la sua gilda. È implicito che parte della chat fa parte della Congrega delle Spade Sacre o del Regno dell'Imperatore Fiamma. Nel manga i giocatori sono rappresentati da icone a cartoni animati: Chrom è rappresentato con uno scudo, mentre alcuni dei suoi amici da un bastone da mago, una spada, un arco lungo e una lancia.
Drazou (ドラぞう?, Dorazō)
Doppiata da: Sakura Tange
La mascotte di NewWorld Online simile a un piccolo drago, che funge da host per i vari eventi. Salta fuori di tanto in tanto per aggiornare i giocatori, conducendo anche le loro interviste.
Sviluppatori (取締役?, Torishimariyaku)
Una sala riunioni composta da sviluppatori, designer e programmatori di NewWorld Online. Rimangono costantemente sorpresi e demoralizzati riguardo alle imprese di Maple, descrivendola come "il boss finale più spaventoso di quelli che creano", a causa del fatto che molti dei loro boss "speciali" negli eventi, come Ali d'argento e l'Imperatore dei mari, sono stati creati come uno scherzo contro i giocatori in quanto dotati di molti attacchi potenti e letali e con un'alta vitalità che nemmeno Payne o Mii potrebbero sconfiggere, solo per sapere che Maple li ha sconfitti con relativa facilità, tra l'altro venendo ricompensata con oggetti rari. Diventano ancora più stressati quando Sally si unisce a Maple. Fanno costantemente fatica a creare degli aggiustamenti per compensare la forza Maple, solo per essere contrastati dalle sue strategie non ortodosse e dal suo stile di gioco creativo, così come la sua assurdamente buona fortuna. Nell'anime sono rappresentati da avatar di coniglio con la faccina, mentre nel manga sono individui in giacca e cravatta con la testa coperta da un sacco.

## Media

### Light novel
L'opera, scritta e ideata da Yuumikan, ha iniziato la pubblicazione sul sito web Shōsetsuka ni narō nel 2016. Concepita dall'autore come una serie di romanzi amatoriali, è stata poi adattata in una serie di light novel, illustrata da Koin, a partire dall'8 settembre 2017. Diciannove volumi sono stati pubblicati da Fujimi Shobō, sotto l'etichetta Kadokawa Books, entro il 10 marzo 2025.
| Nº     | Data di prima pubblicazione | Data di prima pubblicazione                                                 | Data di prima pubblicazione |
| Nº     | Giapponese                  | Giapponese                                                                  |                             |
| ------ | --------------------------- | --------------------------------------------------------------------------- | --------------------------- |
| 1      | 8 settembre 2017            | ISBN 978-4-04-072441-6                                                      |                             |
| 2      | 10 dicembre 2017            | ISBN 978-4-04-072443-0                                                      |                             |
| 3      | 10 aprile 2018              | ISBN 978-4-04-072688-5                                                      |                             |
| 4      | 10 agosto 2018              | ISBN 978-4-04072697-7                                                       |                             |
| 5      | 10 dicembre 2018            | ISBN 978-4-04-072698-4                                                      |                             |
| 6      | 10 aprile 2019              | ISBN 978-4-04-073115-5                                                      |                             |
| 7      | 9 agosto 2019               | ISBN 978-4-04-073116-2                                                      |                             |
| 8      | 10 dicembre 2019            | ISBN 978-4-04-073117-9                                                      |                             |
| 9      | 10 marzo 2020               | ISBN 978-4-04-073118-6                                                      |                             |
| 10     | 7 agosto 2020               | ISBN 978-4-04-073759-1                                                      |                             |
| 11     | 9 gennaio 2021              | ISBN 978-4-04-073760-7 (ed. regolare) ISBN 978-4-04-073891-8 (ed. limitata) |                             |
| 12     | 10 agosto 2021              | ISBN 978-4-04-074129-1                                                      |                             |
| 13     | 10 marzo 2022               | ISBN 978-4-04-074131-4 (ed. regolare) ISBN 978-4-04-074365-3 (ed. limitata) |                             |
| 14     | 10 agosto 2022              | ISBN 978-4-04-074630-2                                                      |                             |
| 15     | 10 gennaio 2023             | ISBN 978-4-04-074812-2 (ed. regolare) ISBN 978-4-04-074813-9 (ed. limitata) |                             |
| 16     | 10 agosto 2023              | ISBN 978-4-04-075096-5                                                      |                             |
| 17     | 8 marzo 2024                | ISBN 978-4-04-075348-5                                                      |                             |
| 18     | 9 agosto 2024               | ISBN 978-4-04-075565-6                                                      |                             |
| 19     | 10 marzo 2025               | ISBN 978-4-04-075848-0                                                      |                             |
| Gaiden | 10 settembre 2025           | ISBN 978-4-04-075971-5 (ed. regolare) ISBN 978-4-04-076100-8 (ed. limitata) |                             |

### Manga
Un adattamento manga di Jirō Oimoto viene serializzato sulla rivista Comp Ace di Kadokawa Shoten dal maggio 2018, mentre il primo volume tankōbon è stato pubblicato il 24 novembre 2018. Otto volumi sono stati pubblicati entro il 25 novembre 2023.
| 1 | 24 novembre 2018          | ISBN 978-4-04-107718-4 |
| 1 | Capitoli - Capitoli 1-6   |                        |
| 2 | 26 agosto 2019            | ISBN 978-4-04-108577-6 |
| 2 | Capitoli - Capitoli 7-12  |                        |
| 3 | 22 febbraio 2020          | ISBN 978-4-04-108578-3 |
| 3 | Capitoli - Capitoli 13-16 |                        |
| 4 | 26 gennaio 2021           | ISBN 978-4-04-110920-5 |
| 4 | Capitoli - Capitoli 17-22 |                        |
| 5 | 26 ottobre 2021           | ISBN 978-4-04-111912-9 |
| 5 | Capitoli - Capitoli 23-29 |                        |
| 6 | 26 agosto 2022            | ISBN 978-4-04-111913-6 |
| 6 | Capitoli - Capitoli 30-36 |                        |
| 7 | 25 febbraio 2023          | ISBN 978-4-04-113329-3 |
| 7 | Capitoli - Capitoli 37-42 |                        |
| 8 | 25 novembre 2023          | ISBN 978-4-04-114355-1 |
| 8 | Capitoli - Capitoli 43-50 |                        |

### Anime

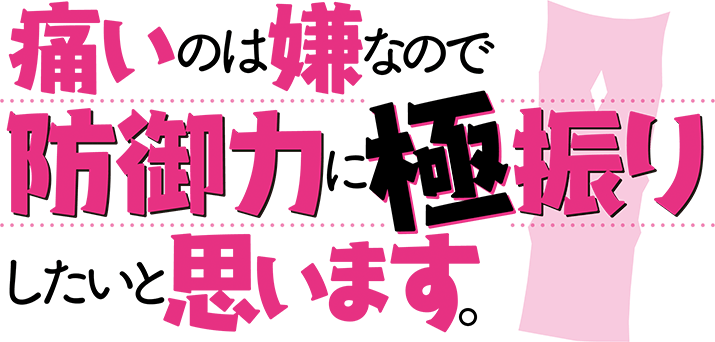
Logo della serie

Un adattamento anime è stato annunciato da Kadokawa il 6 dicembre 2018. La serie, composta da 12 episodi, è stata realizzata dallo studio Silver Link con la regia di Shin Ōnuma e Mirai Minato, la sceneggiatura di Fumihiko Shimo e il character design di Kazuya Hirata. La serie animata è stata trasmessa in Giappone dall'8 gennaio al 25 marzo 2020 su AT-X, ABC, Tokyo MX, TVA e BS11. La sigla d'apertura Kyūkyoku Unbalance (究極アンバランス!? lett. "Squilibrio supremo!") è cantata dal gruppo Afilia Saga. mentre quella di chiusura Play the World (lett. "Gioca il mondo" è cantata da Rico Sasaki. In Italia i diritti della serie sono stati acquistati da Yamato Video che l'ha pubblicata sul proprio canale YouTube in versione sottotitolata.
Una seconda stagione è stata annunciata al termine dell'ultimo episodio della prima stagione e, inizialmente pianificata per il 2022, è stata trasmessa dall'11 gennaio al 19 aprile 2023. La sigle sono rispettivamente Kono tate ni, kakuremasu (この盾に、隠れます。? lett. "Mi nasconderò dietro questa porta.") delle Afilia Saga (apertura) e Step for Joy (lett. "Passo per la gioia") di FRAM (chiusura). I diritti per la distribuzione internazionale al di fuori dell'Asia sono stati acquistati da Crunchyroll, che l'ha pubblicata in versione sottotitolata in vari Paesi del mondo, tra cui l'Italia. Il 13 febbraio 2023 il sito web dell'anime ha annunciato che il settimo episodio sarebbe stato posticipato di 2 settimane, l'8 marzo 2023. Il 29 marzo 2023 lo staff ha annunciato di aver programmato la trasmissione dell'undicesimo e del dodicesimo episodio rispettivamente per il 12 e il 19 aprile per mantenere la qualità dell'animazione.

## Accoglienza
La versione originale dei romanzi pubblicata sul sito web Shōsetsuka ni narō ha ottenuto più di 60 milioni di visualizzazioni dalla loro uscita.
Honey's Anime ha considerato Maple come una delle ragazze con la capacità di risolvere i problemi che avrebbe fatto ridere i telespettatori, trovandola come uno dei migliori personaggi femminili degli anime usciti nel 2020.